# Острув (Любуське воєводство)
Острув (пол. Ostrów) — село в Польщі, у гміні Суленцин Суленцинського повіту Любуського воєводства.
Населення — 366 осіб (2011).
У 1975-1998 роках село належало до Гожовського воєводства.

## Демографія
Демографічна структура станом на 31 березня 2011 року:
|          | Загалом | Допрацездатний вік | Працездатний вік | Постпрацездатний вік |
| -------- | ------- | ------------------ | ---------------- | -------------------- |
| Чоловіки | 196     | 45                 | 140              | 11                   |
| Жінки    | 170     | 34                 | 113              | 23                   |
| Разом    | 366     | 79                 | 253              | 34                   |